# StarFlyer
StarFlyer – japońska linia lotnicza z siedzibą w Kitakyūshū. Głównym węzłem jest nowy port lotniczy Kitakyūshū.

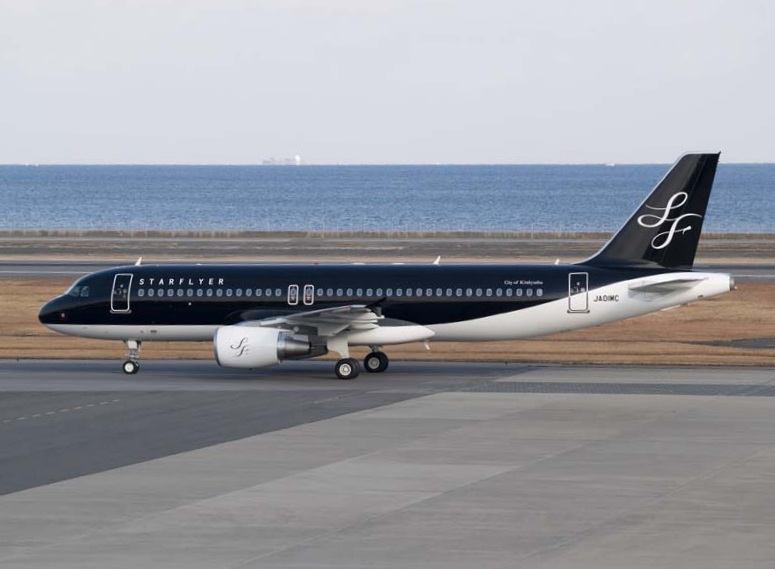

Agencja ratingowa Skytrax przyznała linii cztery gwiazdki.

## Flota
Według stanu na styczeń 2025 flota StarFlyer składała się z 11 samolotów o średnim wieku 8,1 lat:
| Samolot         | Samolot | Samolot   | Liczba miejsc | Uwagi |
| Model           | Aktywne | Zamówione | Liczba miejsc | Uwagi |
| --------------- | ------- | --------- | ------------- | ----- |
| Airbus A320-200 | 10      | -         | 150           |       |
| Airbus A320neo  | 1       | 5         | 162           |       |
| Łącznie         | 11      | 5         |               |       |